# Nauener Platz (métro de Berlin)
Nauener Platz est une station de la ligne 9 du métro de Berlin, entre les quartiers de Gesundbrunnen et de Wedding.

## Géographie
La station se situe sous la place du même nom.

## Architecture
La station dispose d'une plate-forme centrale avec un escalier au centre qui conduit dans un vestibule. La salle est décorée en rouge, blanc et bleu, les couleurs de Nauen et de la France ; la station était dans la zone d'occupation française. Les murs sont peints en blanc, les pancartes en rouge. Le nom de la station apparaît sur un fond bleu foncé. Le plafond, avant bleu et blanc, est maintenant complètement blanc et comprend une série de lampes contemporaines en métal. Le rouge est utilisé pour d'autres éléments de la station.
En 2016, des travaux, dont l'installation de deux ascenseurs, permettent l'accès aux personnes handicapées.

## Correspondances
La station de métro est en correspondance avec les stations d'omnibus 247 et 327 de la Berliner Verkehrsbetriebe.